# Dominique Chauvelot
Dominique Chauvelot (* 18. Juni 1952 in Héricourt) ist ein ehemaliger französischer Sprinter.
Bei den Europameisterschaften 1971 in Helsinki wurde er Siebter über 100 Meter. In der 4-mal-100-Meter-Staffel wurde er mit der französischen Mannschaft im Finale disqualifiziert.
1972 erreichte er bei den Olympischen Spielen in München über 100 Meter das Viertelfinale.
Bei den Europameisterschaften 1974 in Rom siegte er zusammen mit Lucien Sainte-Rose, Joseph Arame und Bruno Cherrier in der 4-mal-100-Meter-Staffel und wurde Fünfter über 100 Meter.
1976 wurde er bei den Olympischen Spielen in Montreal Siebter in der 4-mal-100-Meter-Staffel und schied über 100 Meter im Vorlauf aus.
1976 wurde er Französischer Meister über 100 Meter und 1974 Französischer Hallenmeister über 60 Meter.

## Persönliche Bestzeiten
- 60 m (Halle): 6,73 s, 9. März 1974, Göteborg
- 100 m: 10,28 s, 3. September 1974, Rom